# Prada (geslacht)
Prada is een geslacht van vlinders uit de familie dikkopjes (Hesperiidae). De wetenschappelijke naam van het geslacht werd voor het eerst geldig gepubliceerd in 1949 door Evans.
De typesoort is Plastingia rothschildi Evans, 1928

## Soorten
- Prada maria Parsons, 1986[1]
- Prada papua (Evans, 1928)
- Prada rothschildi (Evans, 1928)